# Kvibergsnäs landeri

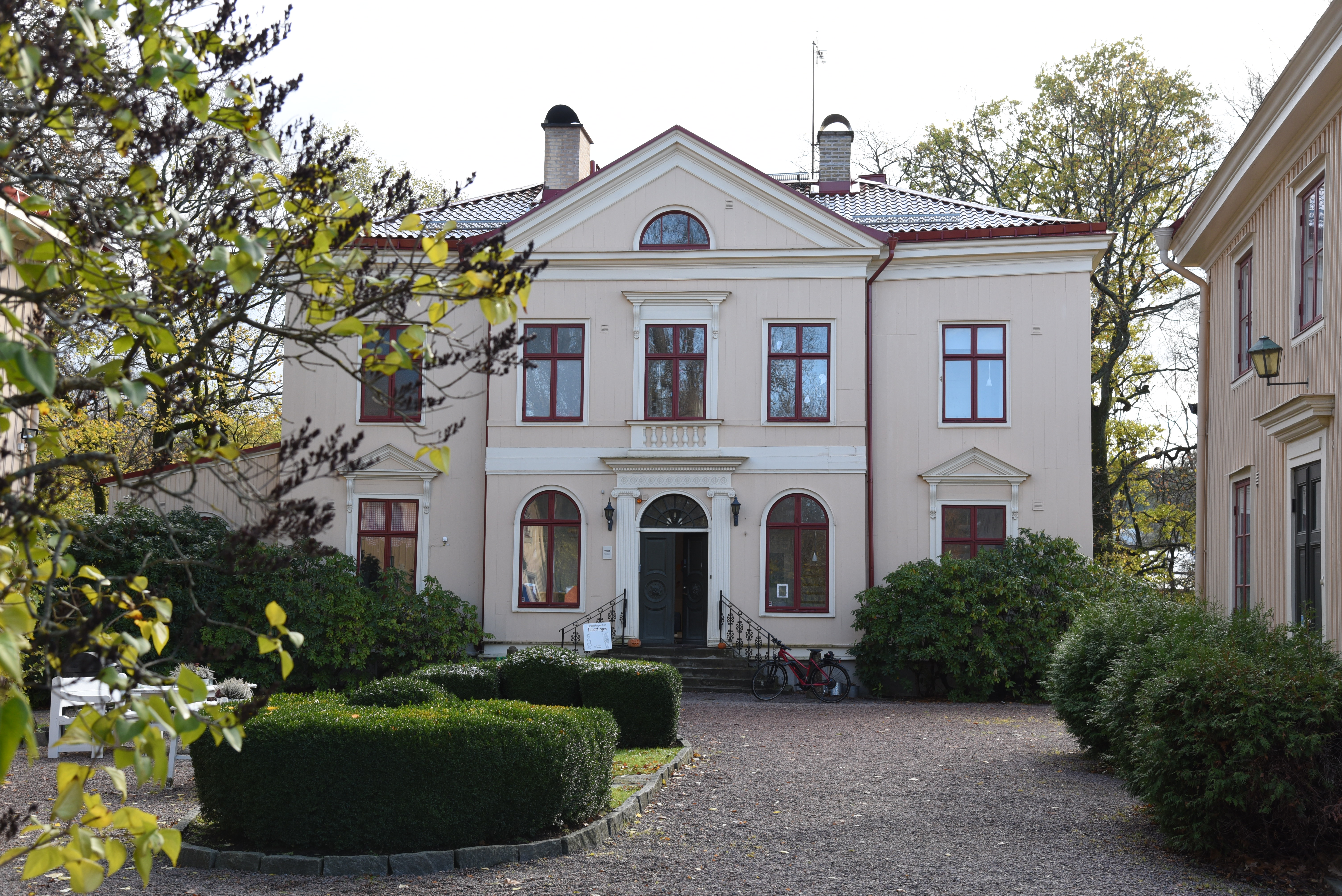
Kvibergsnäs landeri, huvudbyggnaden.

Kvibergsnäs är ett landeri mellan Kviberg och Gamlestaden i Göteborg. De nuvarande byggnaderna uppfördes under första hälften av 1800-talet. Kvibergsnäs är det enda landeriet i Göteborg där både bostadshus och ladugårdsbyggnader finns kvar.

## Beskrivning
Kvibergsnäs består av en huvudbyggnad och två flygelbyggnader, en kringbyggd ladugård, en trädgård, samt en allé. Vid en inventering år 1899 togs även tre avträdeshus, brygghus och två lusthus upp. Det stora boningshuset har fler än tio rum. Bostadsbyggnaderna består av två våningar i liggande timmer och stående panel i nyklassisk stil. Kvibergsnäs är det enda landeriet i Göteborg där både bostadshus och ladugårdsbyggnader finns kvar. Från landeriets byggnader sträcker sig allén upp till Kvibergsvägen. I söder avgränsas trädgården av Säveån och i öster av Kvibergsbäcken.

## Historia
Från år 1423 tillhörde Kvibergsnäs Nya Lödöse, men kom vid Göteborgs grundande i stadens ägo och blev landeri. År 1656 innehades landeriet av burggreve Israel Norfelt. Under Laur Böckers innehav från år 1690 kom nya byggnader och en trädgårdsanläggning att uppföras. Landeriets nuvarande utseende tillkom under konsul Jonas Malms tid som innehavare åren 1799–1847, samt under hans familjs innehav efter hans död.
År 1899 löstes landeriet in av Göteborg stad och marken kom att arrenderas ut för jordbruk. Ekonomibyggnaderna användes för jordbruksändamål fram till år 1973. På 1940-talet blev bostadshusen hemsysterskola och har därefter använts som skola och kontor.

## Galleri

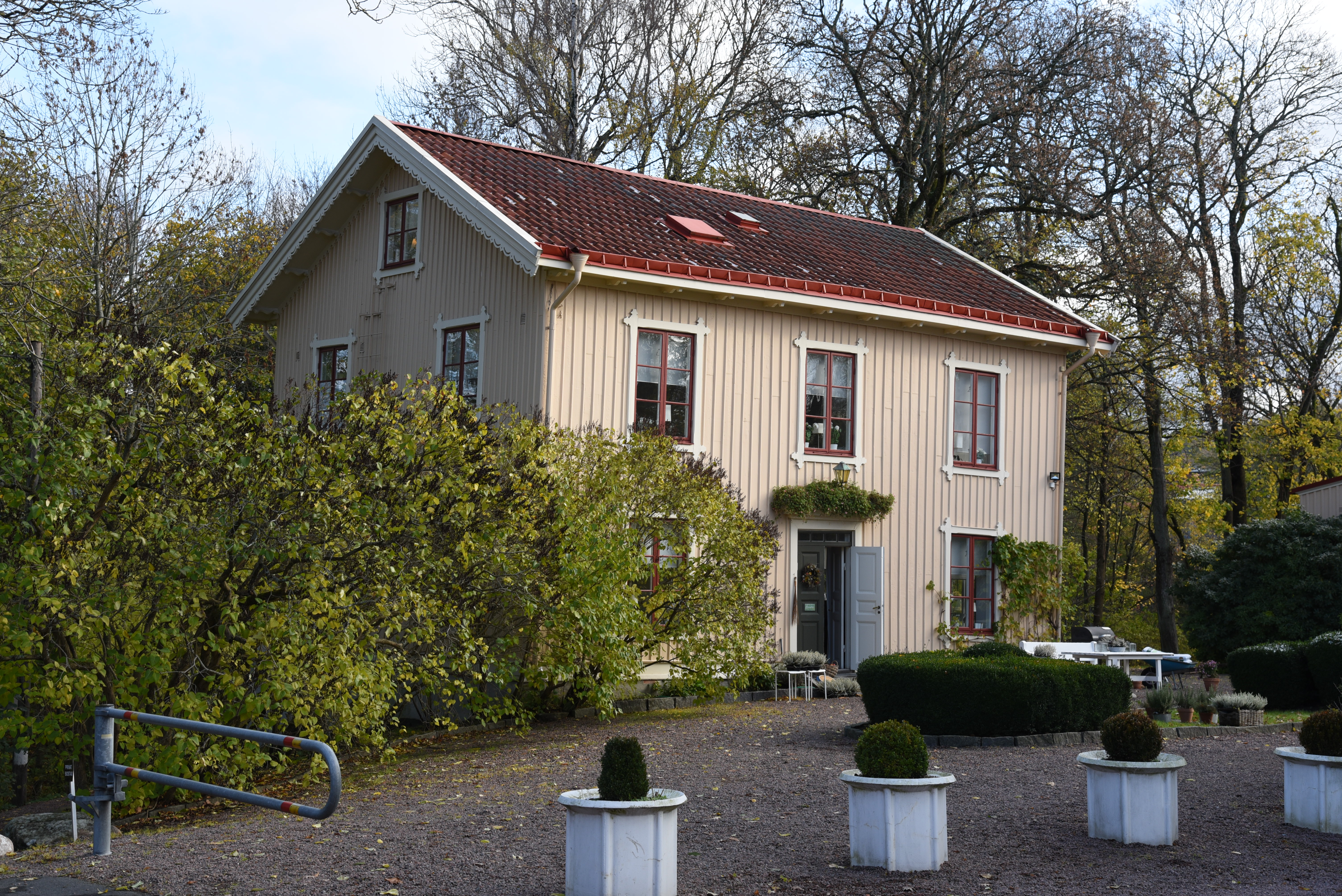
Östra flygelbyggnaden.
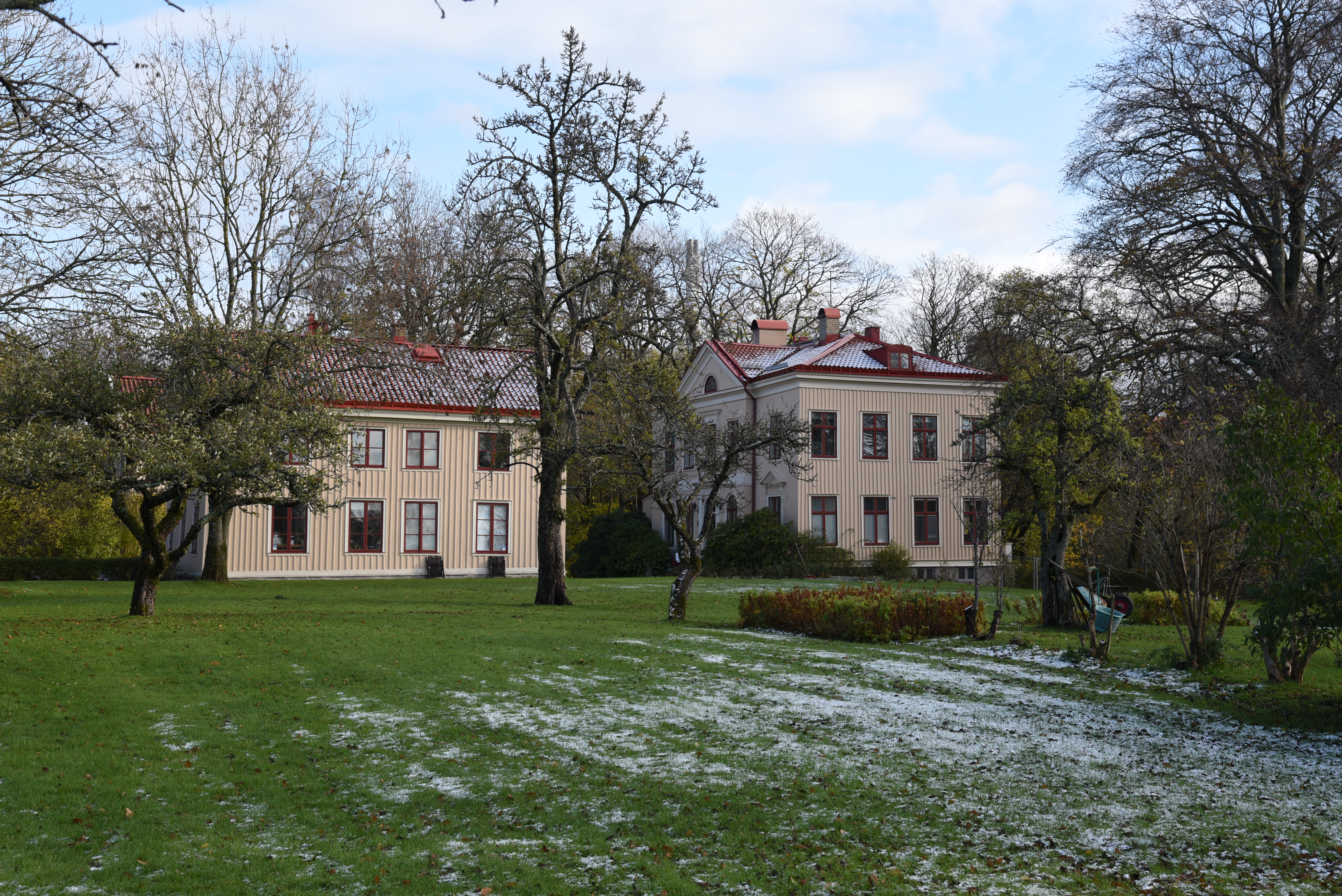
Trädgården.
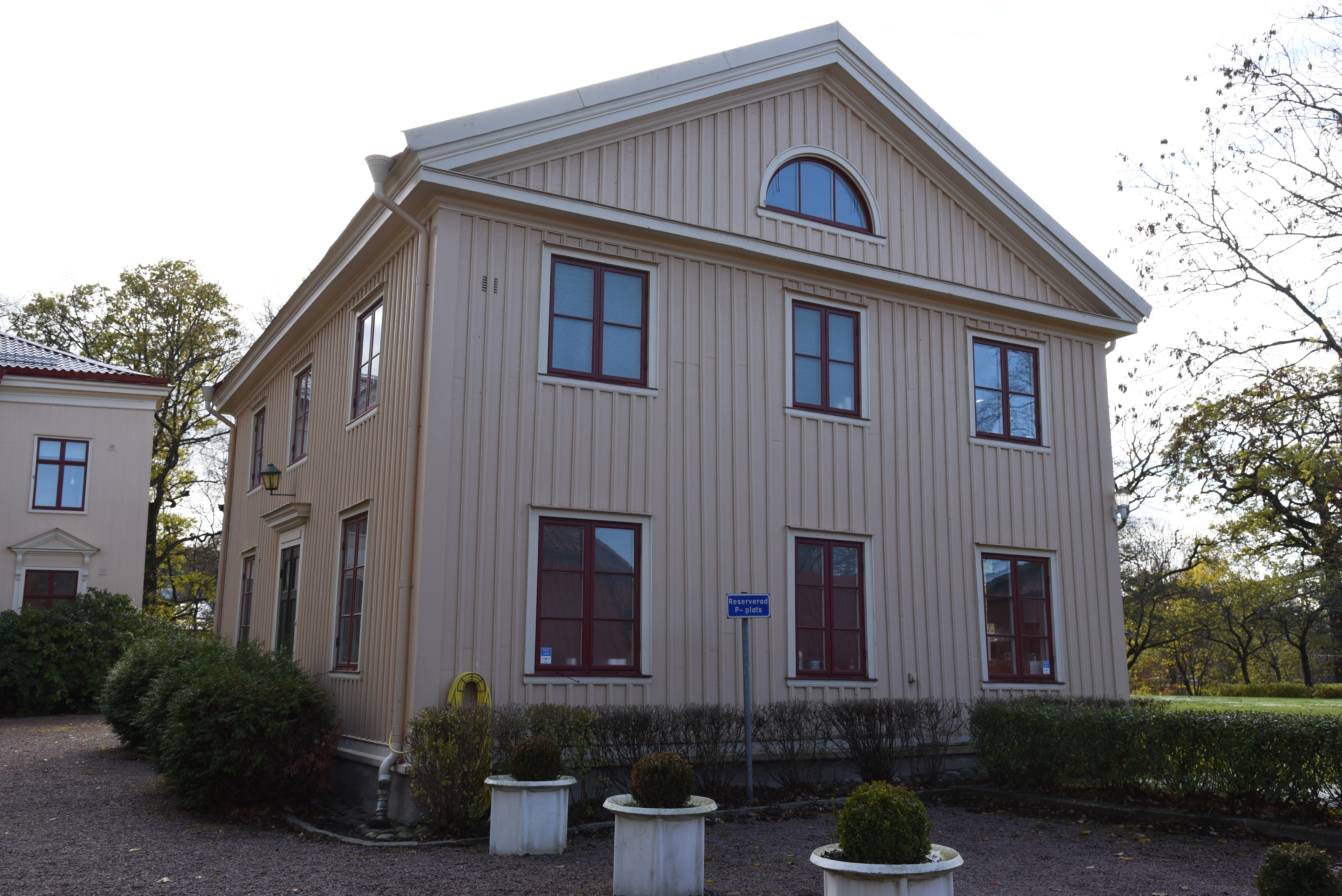
Västra flygelbyggnaden.
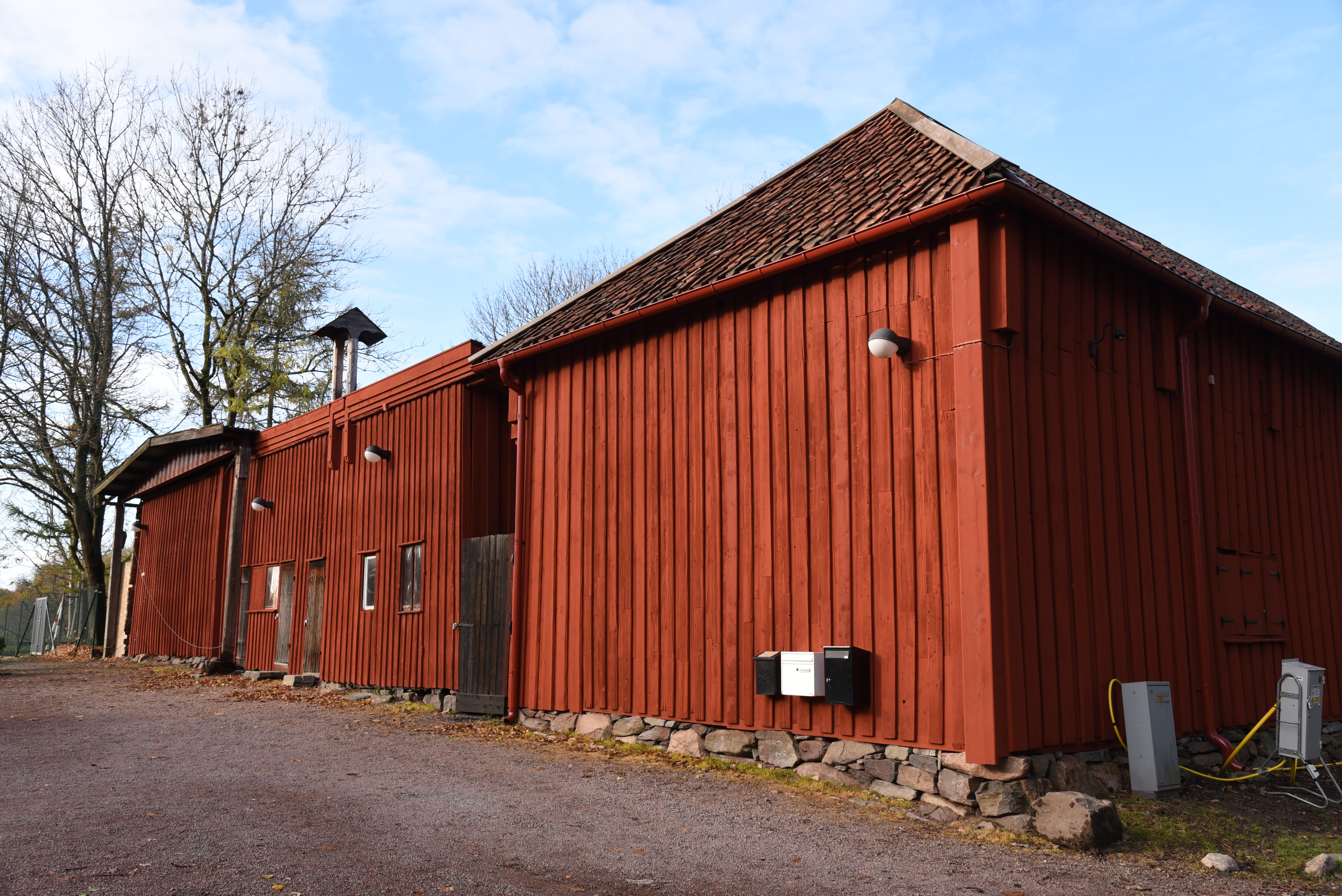
Ladugården.